# Serge Prisset
Serge Prisset, né le 9 décembre 1946 à Neuville-de-Poitou dans la Vienne, est un auteur-compositeur-interprète, directeur artistique et producteur français.

## Biographie

### Débuts et jeunesse
Il est né à Neuville-de-Poitou dans la Vienne, de parents ébénistes et il passa sa jeunesse en Vendée et le Pas-de-Calais.
Dès l'âge de quatre ans, Serge se passionne pour l'harmonica et joue de plusieurs instruments de musique dont la flûte et la guitare.
Durant son service militaire, il compose ses premières chansons, avec le temps Serge signe un contrat chez Phillips, c'est ainsi que sa carrière musicale est lancée.

### Carrière musicale
Depuis 1969, Serge Prisset sort plusieurs disques qu'il compose lui même jusqu'en 1982.
En 1970, Il se fait connaitre avec le tube Colombe ivre, qui fut classé au hit parade, ce sera son plus grand succès.
En 1971, Serge fait partie d'un groupe de musique nommé L'Alliance qui est composé de Michèle Torr, Herbert Léonard, Bélinda. Le quatuor durera une année avant de se séparer.
En 1978, il crée avec Dany Saval le conte musical Pénélope.
En 1982, Serge sort son dernier 45 tours intitulé Woman blues.
Il a notamment écrit pour Mireille Matthieu, Sylvie Vartan, Nicoletta, Hervé Vilard, Charlotte Julian, Philippe Pujolle, par la suite il sera aussi directeur artistique d'Hervé Vilard et Yves Duteil entre autres.

## Discographie
- Colombe ivre (1970)
- Tes lèvres ont le goût du Beaujolais nouveau (1970)
- Cheval Jupon (1971)
- Kao Kao (1971)
- Je voudrais être un goéland (1976)
- Woman blues (1982)